# آندراش آراتو
آندراش ایشتوان آراتو (مجاری: Arató András István؛ زادهٔ ۱۱ ژوئیه ۱۹۴۵) یک مهندس برق بازنشستهٔ اهل مجارستان است که به خاطر تبدیل شدن به یک میم اینترنتی شهرت یافته‌است. او پس از این اتفاق وارد عرصهٔ عکاسی آرشیوی و تبلیغات شده‌است. نکته قابل توجه دربارهٔ او، نوع و حالت لبخند مصنوعی وی است که در فرهنگ عمومی به «هارولد درد را پنهان کن» مشهور است. همین ویژگی عکس‌ها و میم‌های اینترنتی او را بسیار پرمخاطب و پربازدید کرده‌اند.